# Seznam nemških fizikov
Seznam nemških fizikov.

## A
- Ernst Karl Abbe (1840 – 1905)
- Max Abraham (1875 – 1922)
- Gerhard Abstreiter (1946 –)
- Franz Carl Achard (1753 – 1821)
- Johann Christian Gottlieb Ackermann (1756 – 1801)
- Franz Aepinus (1724 – 1802)
- Berni Julian Alder (1925 – 2020) (ZDA)
- Franz Maria Ulrich Theodor Aepinus (1724 – 1802) (nem.-ruski)
- Eva Ahnert-Rohlfs (1912 – 1954)
- Georg Graf von Arco (1869 – 1940)
- Manfred von Ardenne (1907 – 1997)
- Peter Armbruster (1931 – 2024)
- Martin Leo Arons (1860 – 1919)
- Richard Assmann (1845 – 1918)

## B
- Walter Baade (1893 – 1960)
- Ernst Emil Alexander Back (1881 – 1959)
- Heinrich Georg Barkhausen (1881 – 1956)
- Johannes Georg Bednorz (1950 –)
- August Beer (1825 – 1863)
- Alexander Behm (1880 – 1952)
- Peter Gabriel Bergmann (1915 – 2002)
- Hans Albrecht Bethe (1906 – 2005) (nemško-ameriški)
- Albert Betz (1885 – 1968)
- Gerd Binnig (1947 –)  1986 (sonagrajenca Ruska in Rohrer)
- Paul Richard Heinrich Blasius (1883 – 1970)
- Max Born (1882 – 1970)
- Richard Börnstein (1852 – 1913)
- Carl Ferdinand Braun (1850 – 1918)

## C
- Ernst Boris Chain (1906 – 1979) (nem.-britanski Jud)
- Ernst Florens Friedrich Chladni (1756 – 1827)
- Elwin Bruno Christoffel (1829 – 1900)
- Rudolf Julius Emmanuel Clausius (1822 – 1888)
- Klaus Clusius (1903 – 1963)
- Karl Sebastian Cornelius (1819 – 1896)

## D
- Hans Georg Dehmelt (1922 – 2017)  1989
- Harry Dember (1882 – 1943)
- Wolfgang Demtröder (1931 –)
- Gerhard Dickel (1913 – 2017) (=104 letaǃ)
- Gerhard Heinrich Dieke (1901 – 1965)
- Friedrich Ernst Dorn (1848 – 1916)
- Heinrich Wilhelm Dove (1803 – 1879)
- Wolfgang Dreybrodt (1939 –)
- Paul Drude (1863 – 1906)
- Hans-Peter Dürr (1929 – 2014)

## E
- Werner Ebeling (1936 –)
- John Eggert (1891 – 1973)
- Jürgen Ehlers (1929 – 2008)
- Albert Einstein (1879 – 1955)  1921
- Walter Maurice Elsasser (1904 – 1991)
- Berthold-Georg Englert (1953 –)
- Georg Adolf Erman (1806 – 1877)
- Gerhard Ertl (1936 –) (  2007-za kemijo)
- Abraham Esau (1884 – 1955)
- Immanuel Estermann (1900 – 1973)
- Andreas von Ettingshausen (1796 – 1878)
- Hans Heinrich Euler (1909 – 1941)
- Paul Peter Ewald (1888 – 1985)

## F
- Daniel Gabriel Fahrenheit (1686 – 1736)
- (Heino Falcke 1966 –)
- Gustav Theodor Fechner (1801 – 1887)
- Peter Finke (1944 –)
- Siegfried Flügge (1912 – 1997)
- James Franck (1882 – 1964)  1925
- Rudolph Franz (1826 – 1902)
- Joseph von Fraunhofer (1787 – 1826)
- Harald Friedrich (1947 – 2017)
- Klaus Fuchs (1911 – 1988)
- Reinhard Furrer (1940 – 1995)

## G
- Carl Friedrich Gauss (1777 – 1855)
- Ernst Gehrcke (1878 – 1960)
- Paul Gerber (1854 – 1909)
- Johannes Wilhelm Geiger (1882 – 1945)
- Heinrich Geissler (1814 – 1879)
- Walther Gerlach (1889 – 1979)
- Alexander Gerst (geofizik, vulkanolog in astronavt)
- Ludwig Wilhelm Gilbert (1769 - 1824)
- Hubert Goenner (1936 –)
- Maria Goeppert-Mayer (1906 – 1972)  1963
- Carl Wolfgang Benjamin Goldschmidt (1807 – 1851)
- Eugen Goldstein (1850 – 1930)
- Fritz Goos (1883 – 1968)
- Leo Graetz (1856 – 1941)
- Hermann Günther Grassmann (1809 – 1977)
- Walter Greiner (1935 – 2016)
- Peter Grünberg (1939 – 2018)  2007
- Eduard Grüneisen (1877 – 1949)
- Otto von Guericke (1602 – 1686)
- Beno Gutenberg (1889 – 1960)

## H
- Hermann Haken (1927 – 2024)
- Hilda Hänchen (1919 – 2013)
- Theodor Wolfgang Hänsch (1941 –)  2005
- Klaus Hasselmann (1931 –)  2021
- Otto Haxel (1909 – 1998)
- Kurt Heegner (1893 – 1965)
- Burkhard Heim (1925 – 2001)
- Joachim Heintze (1926 – 2012)
- Werner Karl Heisenberg (1901 – 1976)
- Walter Heitler (1904 – 1981)
- Stefan Hell (1962 –)
- Hans Gustav Adolf Hellmann (1903 – 1938)
- Hermann Ludwig Ferdinand von Helmholtz (1821 – 1894)
- Gustav Ludwig Hertz (1887 – 1975)  1925
- Heinrich Rudolf Hertz (1857 – 1894)
- Gerhard Herzberg (1904 – 1999)
- Rolf-Dieter Heuer (1948 –)
- Johann Wilhelm Hittorf (1824 – 1914)
- Stefan Hollands (1971 –)
- Andreas Höecker (1967 –)
- Ludwig Hopf (1884 – 1939)
- Sabine Hossenfelder (1976 –)
- Friedrich Georg "Fritz" Houtermans (1903 – 1966) (nemško-avstrijsko-nizoz.)
- Erich Hückel (1896 – 1980)
- Friedrich  Hermann Hund (1896 – 1997)

## I
- Ernst Ising (1900 – 1998)

## J
- Max Jakob (1879 – 1955)
- Johannes Hans Daniel Jensen (1907 – 1973)  1963
- Ernst Pascual Jordan (1902 – 1980)

## K
- Wolfgang Kaiser (1925 – 2023)
- Theodor Franz Eduard Kaluza (1885 – 1954)
- August Karolus (1893 – 1972)
- Gustav Karsten (1820 – 1900)
- Alfred Kastler (1902 – 1984)  (francoski nem. rodu, nobelovec 1966)
- Wolfgang Ketterle (1957 –)  2001
- Gustav Robert Kirchhoff (1824 – 1887)
- Klaus von Klitzing (1943 –)  1985
- Hermann Knoblauch (1820 – 1895)
- Rudolph Koenig (1832 – 1901)
- Friedrich Kohlrausch (1840 – 1910)
- Rudolf Kohlrausch (1809 – 1858)
- Friedrich Wilhelm Georg Kohlrausch (1840 – 1910)
- Werner Kolhörster (1887 – 1946)
- Walther Kossel (1888 – 1956)
- Erich Kretschmann (1887 – 1973)
- Herbert Kroemer (1928 – 2024)  2000 (nemško-ameriški)
- August Karl Krönig (1822 – 1879)
- Ralph Kronig (1904 – 1995)
- Wilfried Kuhn (1923 – 2009)
- August Kundt (1839 – 1894)
- Polykarp Kusch (1911 – 1993)  1955
- Hans Georg Küssner (1900 – 1984)

## L
- Alfred Landé (1888 – 1976)
- Günther Landgraf (1928 – 2006) (Dresden)
- Max von Laue (1879 – 1960)  1914
- Philipp Eduard Anton von Lenard (1862 – 1947)  1905
- Heinrich Lenz (1804 – 1865)
- Wilhelm Lenz (1888 – 1957)
- Georg Christoph Lichtenberg (1742 – 1799)
- Franz Linke (1878 – 1944)
- Detlef Lohse (1963 –) (nemško-nizozemski)
- Fritz London (1900 – 1954)
- Heinz London (1907 – 1970)
- Otto Lummer (1860 – 1925)
- Reimar Lüst (1923 – 2020) (astrofizik)

## M
- Heinrich Gustav Magnus (1802 – 1870)
- Heinz Maier-Leibnitz (1911 – 2000)
- Herman William March (1878 – 1953)
- Henry Margenau (1901 – 1997)
- Mario Markus (1944 –) (čilsko-nemški)
- Herbert Mataré (1912 – 2011)
- Johann Tobias Mayer (1752 – 1830)
- Tobias Mayer (1723 – 1762)
- Julius Robert von Mayer (1814 – 1878)
- Franz Melde (1832 – 1901)
- Walther Meissner (1882 – 1974)
- Ulf Merbold (1941 –)
- Oskar Emil Meyer (1834 – 1909)
- Gustav Mie (1868 – 1957)
- Hermann Minkowski (1864 – 1909)
- Richard Mollier (1863 – 1935)
- Rudolf Ludwig Mössbauer (1929 – 2011)  1961
- Erwin Wilhelm Müller (1911 – 1977) (nemško-ameriški)
- Walther Müller (1905 – 1979) (nemško-ameriški)
- Gottfried Münzenberg (1940 – 2024)

## N
- Werner Nahm (1949 –)
- Dieter Neher
- Erwin Neher (1944 –)
- Jordan Nemorarij (~1170 – 1237)
- Walther Nernst (1864 – 1941) ( 1920, za kemijo)
- Franz Ernst Neumann (1798 – 1895)
- Hermann Nicolai (1952 –)

## O
- Hermann Oberth (1894 – 1989)
- Robert Ochsenfeld (1901 – 1993)
- Georg Simon Ohm (1789 – 1854)
- Heinrich Wilhelm Mathias Olbers (1758 – 1840)
- Heinrich Ott (1894 – 1962)

## P
- Wolfgang Kurt Hermann Panofsky (1919 – 2007)
- Friedrich Paschen (1865 – 1947)
- Wolfgang Paul (1913 – 1993)
- Rudolf Ernst Peierls (1907 – 1995)
- Arno Allan Penzias (1933 – 2024) (nemško-ameriški  1978)
- Anton Peterlin (1908 – 1993) (slovensko-nemški)
- Christian Heinrich Pfaff (1773 – 1852)
- Johann Wilhelm Andreas Pfaff (1774 – 1835)
- Max Planck (1858 – 1947)
- Julius Plücker (1801 – 1868)
- Ludwig Prandtl (1875 – 1953)
- Agnes Pockels (1862 – 1935)
- Friedrich Carl Alwin Pockels (1865 – 1913)
- Johann Christian Poggendorff (1796 – 1877)
- Robert Wichard Pohl (1884 – 1976)
- Bogdan Povh (1932 – 2024) (slovensko-nemški)
- Carl Pulfrich (1858 – 1927)

## Q
- Georg Hermann Quincke (1834 – 1924)

## R
- Karl-Heinz Rädler (1935 – 2020)
- Johann Philipp Reis (1834 – 1874)
- Johann Wilhelm Ritter (1776 – 1810)
- Robert Rompe (1905 – 1993)
- Wilhelm Conrad Röntgen (1845 – 1923)
- Michael Rossmann (1930 – 2019) (nemško-ameriški)
- Heinrich Rubens (1865 – 1922)
- Carl David Tolmé Runge (1856 – 1927)
- Ernst Ruska (1906 – 1988)

## S
- Fritz Sauter (1906 – 1983) (avstrijsko-nemški)
- Gertrude Scharff-Goldhaber (1911 – 1998)
- Moritz Schlick (1882 – 1936)
- Walter Schottky (1886 – 1976)
- Paul Schulz (1911 – 1993)
- Theodor Schmidt (1908 – 1986)
- Karl Schwarzschild (1873 – 1916)
- Johann Schweigger (1779 – 1857)
- Thomas Johann Seebeck (1770 – 1831)
- Rudolf Seeliger (1886 – 1965)
- Johann Andreas von Segner (1704 – 1777)
- Francis Simon (1893 – 1956)
- Johann Georg von Soldner (1776 – 1833)
- Arnold Sommerfeld (1868 – 1951)
- Walter Eric Spear (1921 – 2008)
- Johannes Stark (1874 – 1957)
- Jack Steinberger (1921 – 2020)   1988 (ZDA)
- Otto Stern (1888 – 1969)  1943
- Horst Stöcker (1952 –)
- Horst Ludwig Störmer (1949 –)  1998
- Ernst Stuhlinger (1913 – 2008)

## T
- Teodorik iz Freiberga (1250 – 1310)
- Johann Daniel Titius (1729 – 1796)
- Walter Tollmien (1900 – 1968)
- Rudolf Tomaschek (1895 – 1966)
- Johann Georg Tralles (1763 – 1822)
- Hans-Jürgen Treder (1928 – 2006)
- Ehrenfried Walther von Tschirnhaus (1651 – 1708)

## U
- Albrecht Otto Johannes Unsöld (1905 – 1995)

## V
- Hermann Carl Vogel (1841 – 1907)

## W
- Ernst Wagner (1876 – 1928)
- Friedrich Wagner (1943 –)
- Herbert Wagner (1935 –)
- Ludwig Waldmann (1913 – 1980)
- Ulrich Hans Walter (1954 –)
- Herbert Walther (1935 – 2006)
- Emil Gabriel Warburg (1846 – 1931)
- Wilhelm Eduard Weber (1804 – 1891)
- (Alfred Lothar Wegener) (1880 – 1930)
- Artur Wehnelt (1871 – 1944)
- Adolf Ferdinand Weinhold (1841 – 1917)
- Rainer Weiss (1932 –) (nemško-ameriški nobelov n. 2017)
- Carl Friedrich von Weizsäcker (1912 – 2007)
- Hermann Weyl (1885 – 1955)
- Gustav Heinrich Wiedemann (1826 – 1899)
- Wilhelm Wien (1864 – 1928)
- Karl Wirtz (1910 – 1994)
- Hans Christoph Wolf (1929 – 2020)
- Theodor Wulf (1868 – 1946)

## Z
- H. Dieter Zeh (1932 – 2018)
- (Carl Zeiss 1816 – 1888)
- Johann Karl Friedrich Zöllner (1834 – 1882)
- Črtomir Zupančič (1928 – 2018) (slovensko-nemški)
- (Konrad Zuse 1910–1995)